# 대한민국 대통령 전용헬기

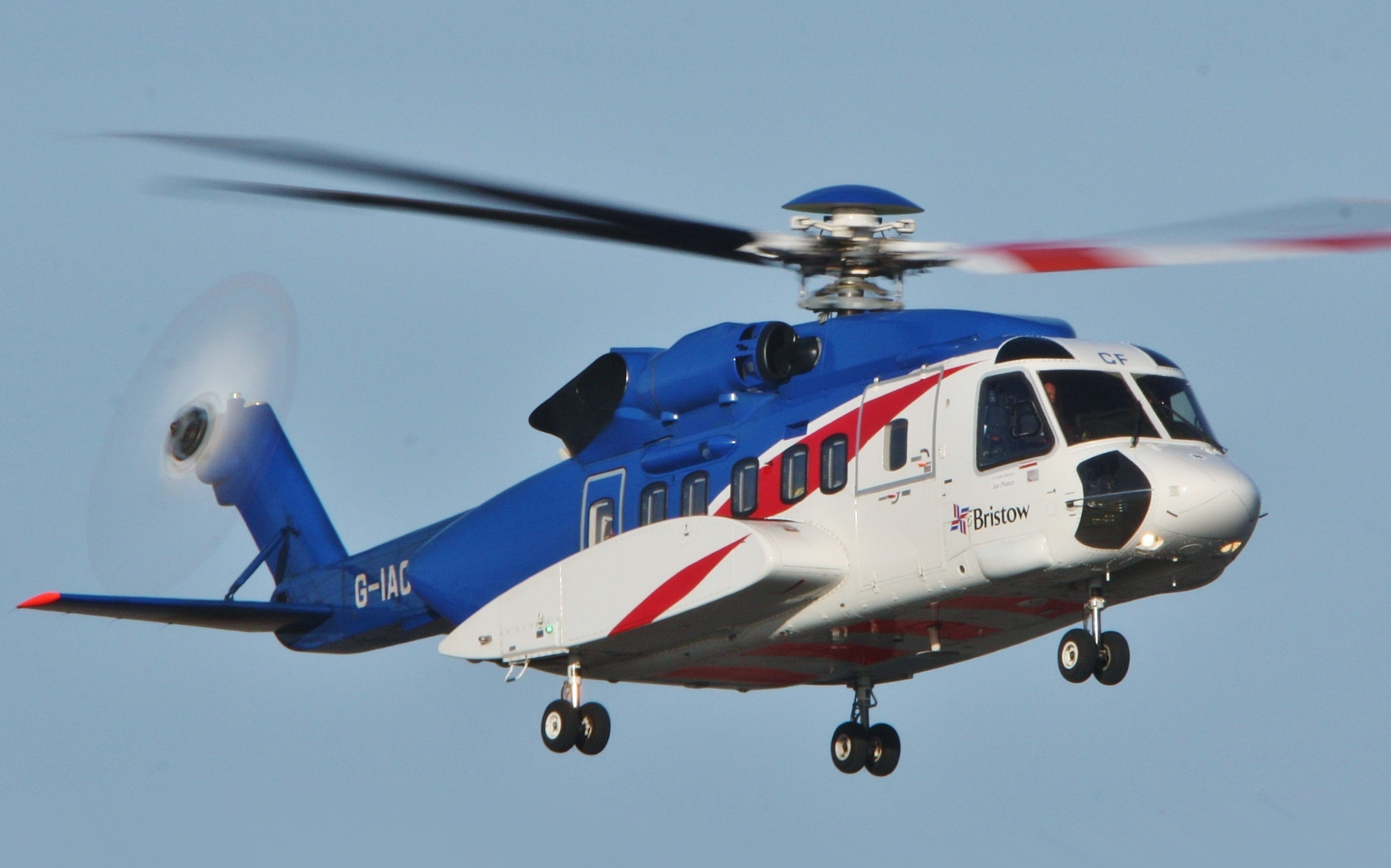
2018년 현재 대한민국 대통령 전용헬기는 이전의 시콜스키사의 10톤 VH-60N 화이트호크 헬기를 12톤으로 개량한 슈퍼호크이다.

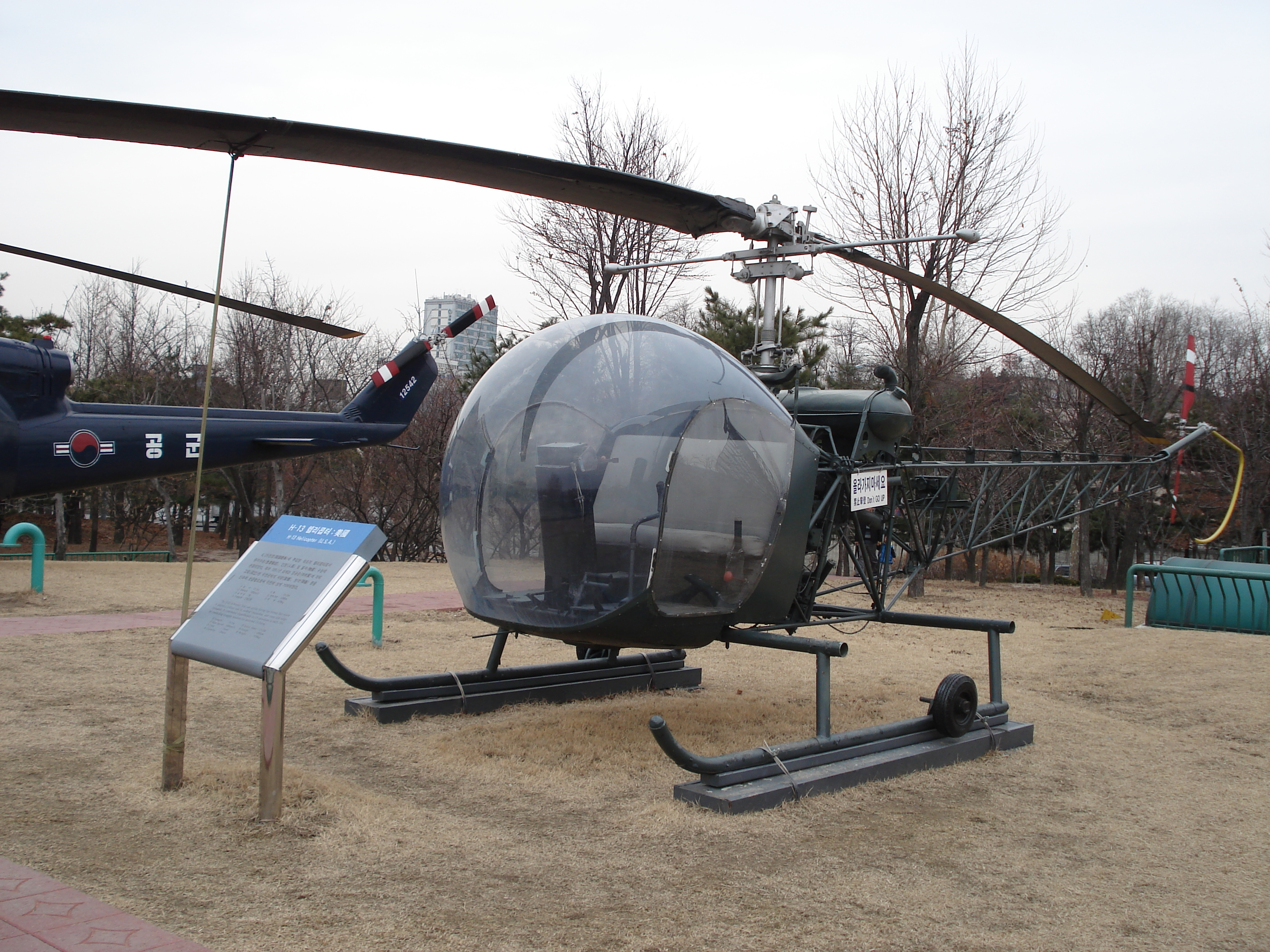
1953년 이승만 대통령이 탑승했던 H-13 수 헬기. 용산 전쟁기념관에 전시되어 있다.

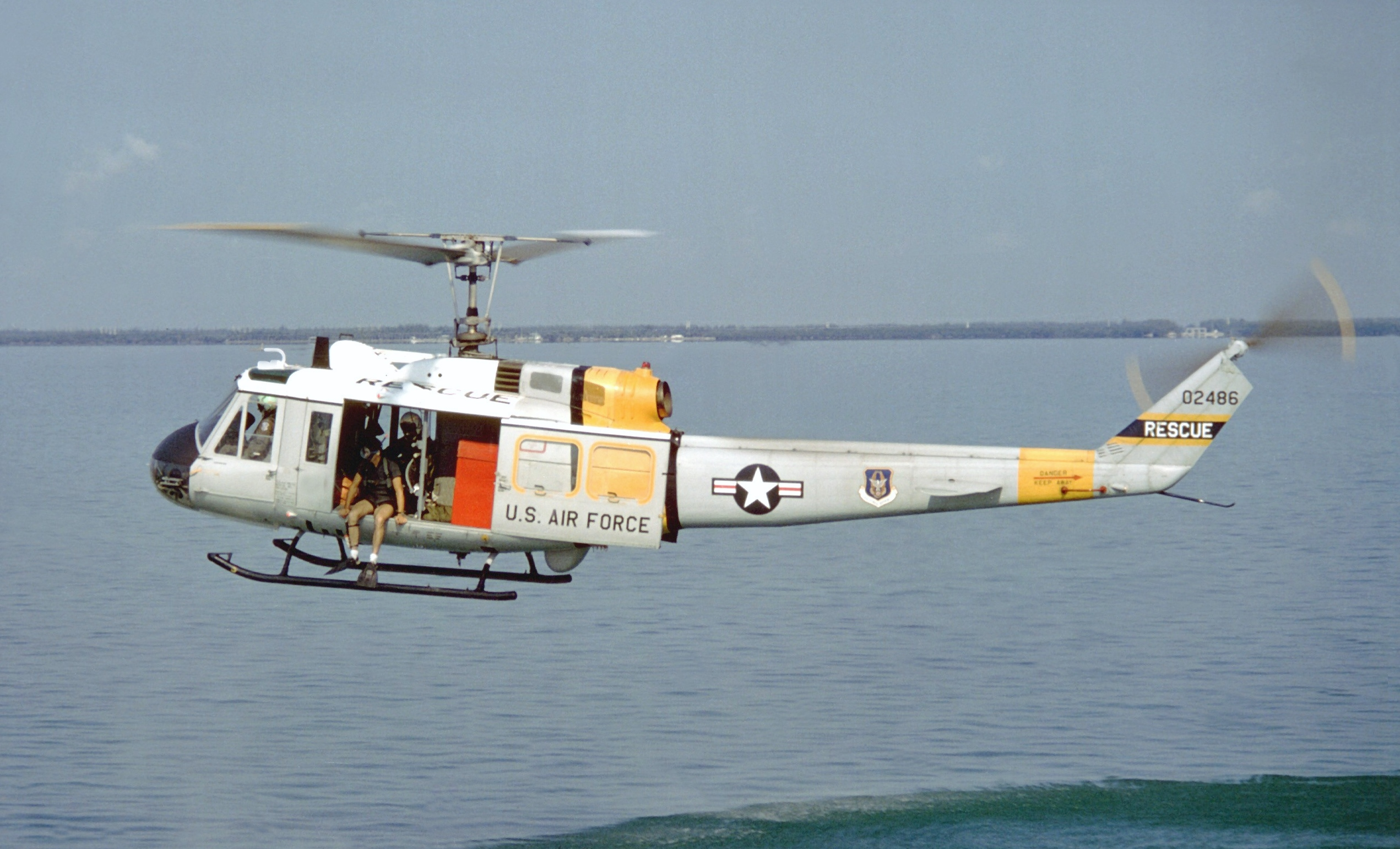
UH-1 휴이

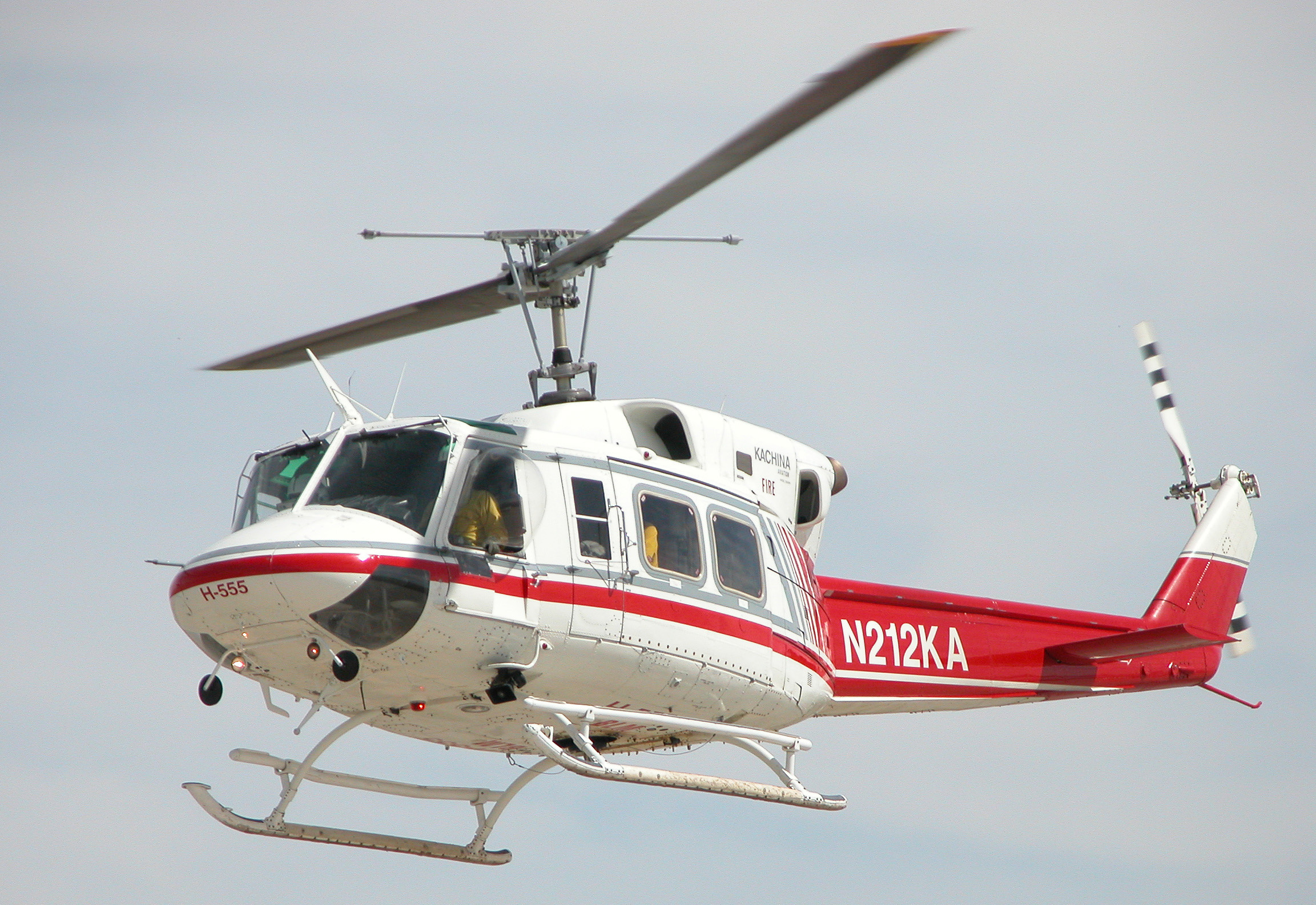
벨 212 또는 UH-1N 트윈 휴이

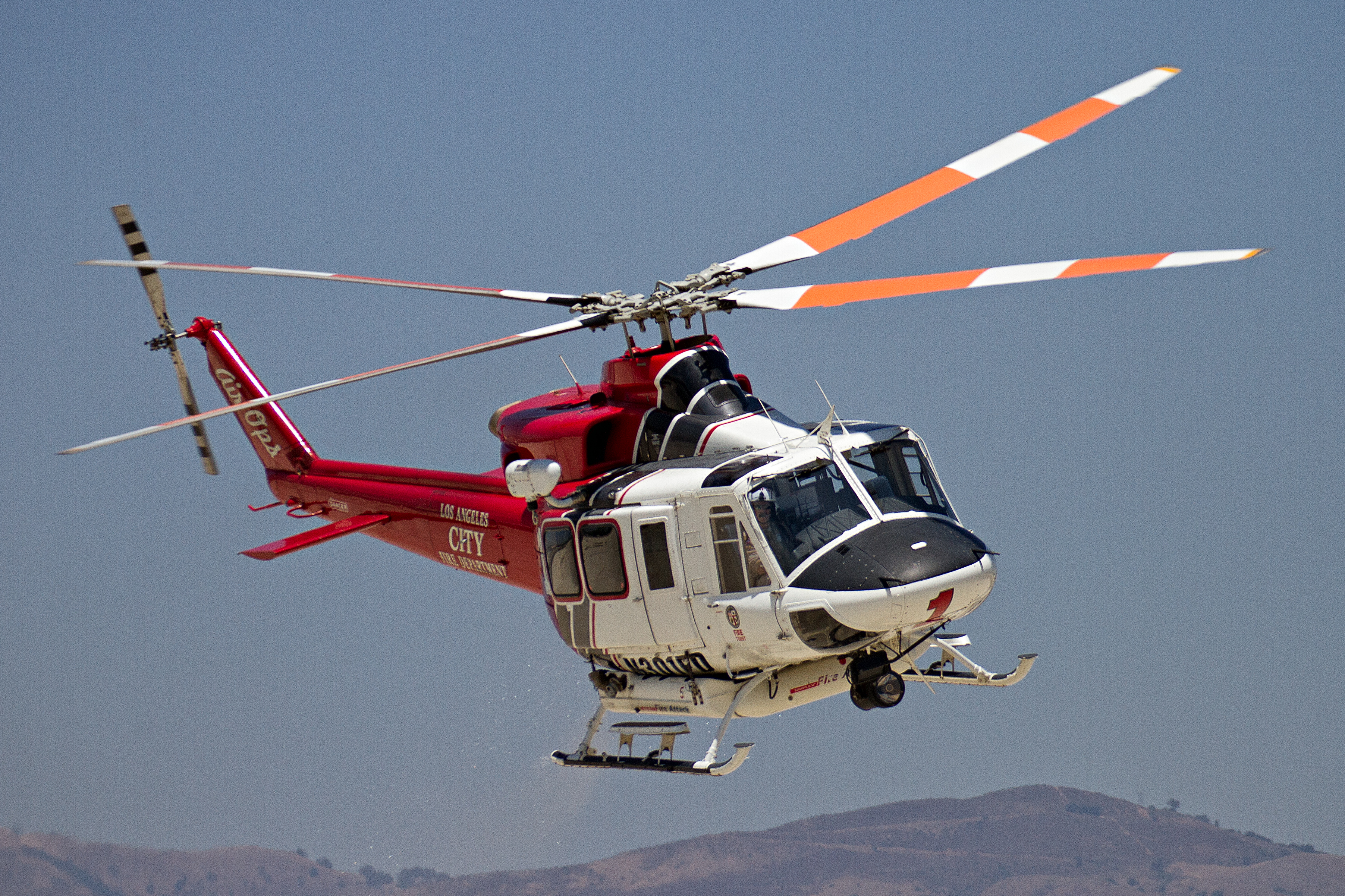
벨 412

2012년 브라질 대통령 전용헬기인 슈퍼퓨마

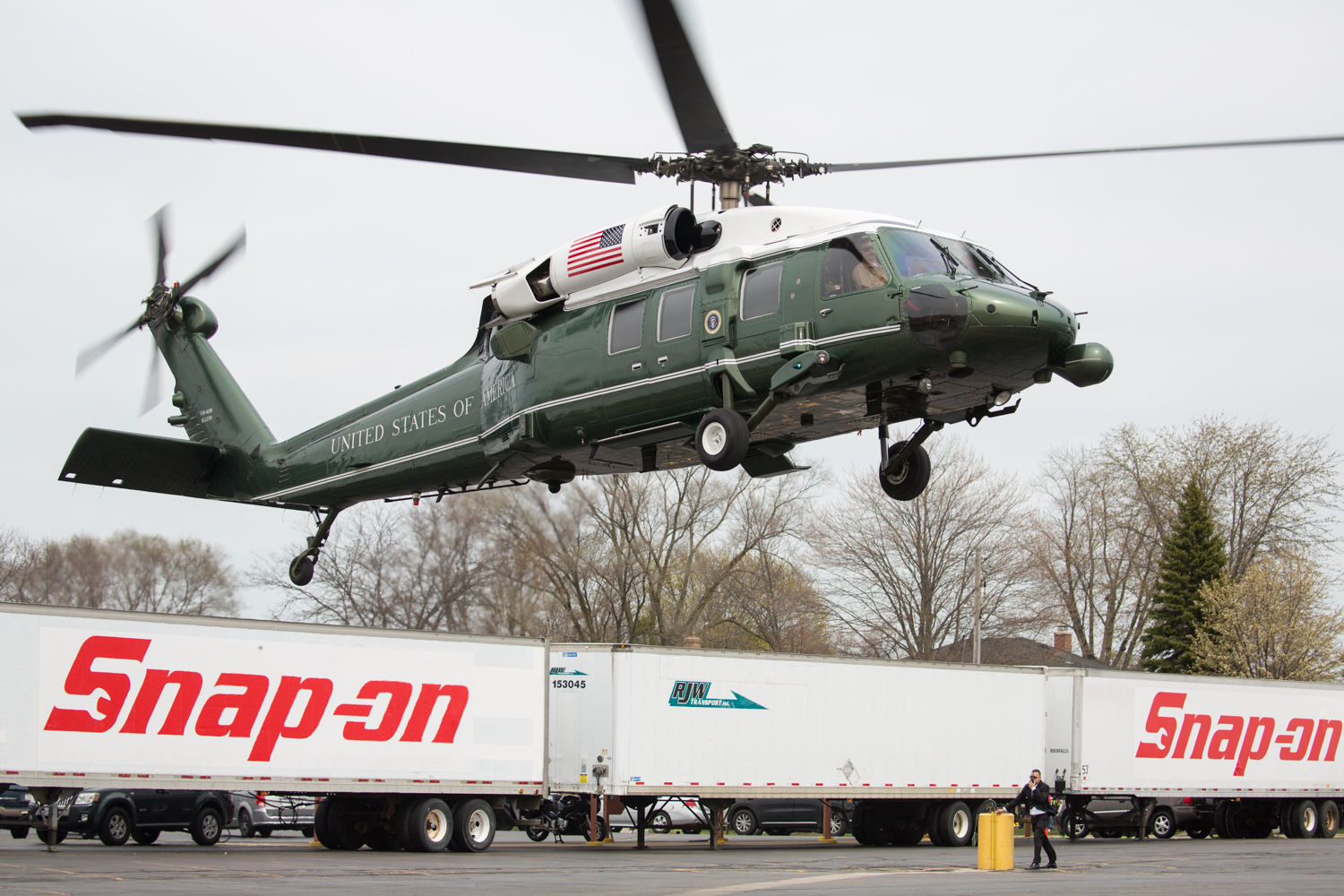
2017년 도널드 트럼프 대통령이 탑승한 마린 원. VH-60N 화이트호크 기종이며, 한국에서도 10년 동안 대통령 전용헬기로 사용되었다.

대한민국 대통령 전용헬기는 역대 대한민국 대통령이 타던 전용헬기를 말한다.

## 역사
미국 대통령 전용기는 공군 1호기라고 하여 에어포스 원이라고 부르며, 한국도 마찬가지로 공군 1호기라고 부른다. 반면에, 미국 대통령 전용헬기는 해병대 1호기라고 하여 마린 원이라고 부르지만, 대한민국 대통령 전용헬기는 해병대 소속은 아니며, 공군 소속이다.

### H-13 수
1953년 이승만 대통령이 1군단 시찰을 위해 H-13 수 헬기를 사용했다. 당시에는 전쟁중이라 대통령 전용헬기가 없었던 것으로 보인다.

### UH-1 이로쿼이
박정희 대통령이 사용하던 전용헬기는 월남전에서 유명했던, 미국 벨 사의 UH-1 이로쿼이이다. 미국 육군은 헬기 이름에 인디언 이름을 붙인다. 별명으로 UH-1 휴이라고도 불렀다. 이후의 대통령 전용헬기가 모두 쌍발 엔진인데, UH-1 휴이는 단발 엔진이었다.

### 벨 212
전두환 대통령이 사용하던 전용헬기. 벨 212는 쌍발 엔진이라서 UH-1N 트윈 휴이라고 부른다.

### 벨 412
전두환 대통령이 사용하던 전용헬기. 벨 212는 쌍발 엔진에 2엽 메인로터인데, 벨 412는 4엽 메인로터이다.
- UH-1 휴이(벨 205), 4톤, 단발엔진, 2엽로터
- UH-1N 트윈 휴이(벨 212), 5톤, 쌍발엔진, 2엽로터
- UH-1Y 베놈(벨 412), 5.3톤, 쌍발엔진, 4엽로터

### AS-332 슈퍼퓨마
노태우 대통령이 사용하던 전용헬기. 1988년 대통령 전용헬기로 프랑스제 유로콥터 AS-332L 슈퍼퓨마 4대를 도입했다. 2006년 노무현 정부는 슈퍼퓨마를 국산화 하기로 하여, 수리온 헬기 개발을 시작했다. 세계적으로 유명한 베스트셀러 7톤 에어로스페시알 SA 330 퓨마 헬기를 확대 개량한 것이 9톤 민간용 슈퍼퓨마이며, 슈퍼퓨마의 군사용 버전이 유로콥터 AS532 쿠거, 쿠거의 한국 라이센스 버전이 8.7톤 수리온이다.
한국 육군은 UH-60 블랙호크 수송헬기, AH-64 아파치 공격헬기를 사용하는데, 모두 똑같은 미제 엔진 제너럴 일렉트릭 T700을 대량으로 사용한다. 그래서 수리온에도 프랑스제 엔진이 아니라 블랙호크의 미제 엔진을 장착해, 정비나 부품 공급을 원활하게 하려고 했으며, 미제엔진을 장착하기 위해 설계를 약간 변경하면서, 동력손실이 발생해, 9톤 슈퍼퓨마 보다 약간 가벼운 8.7톤 수리온이 탄생했다.

### VH-60N 화이트호크
노태우, 김영삼, 김대중, 노무현 대통령이 사용하던 전용헬기. 대한민국 육군의 주력 수송헬기로 채택된 UH-60 블랙호크의 VIP 개조용이다. 2018년 미국의 마린 원은 계속 화이트호크를 사용중이다.

### H-92 슈퍼호크
2005년, 노무현 정부는 VH-X 사업으로 기존의 10톤 VH-60N 화이트호크를 12톤으로 확대 개량한 슈퍼호크(시코르스키 S-92) 3대를 1300여억원에 도입 결정했다. 이후 노무현, 이명박, 박근혜 대통령에 이어 문재인 대통령에 이르기까지 대한민국 마린 원으로 사용중이다.

## 같이 보기
- 마린 원 - 해병대 1호기. 미국 대통령 전용헬기
- 제너럴 일렉트릭 T700